# 刘嘉鹏
刘嘉鹏（1981年12月26日—），中国足球运动员，司职后卫，现效力于中超球队江苏舜天。